# (5726) Rubin
(5726) Rubin ist ein Asteroid des inneren Hauptgürtels, der am 24. Januar 1988 von der US-amerikanischen Astronomin Carolyn Shoemaker am Palomar-Observatorium (IAU-Code 675) in Kalifornien entdeckt wurde.
Der Asteroid gehört zur Phocaea-Familie, einer Gruppe von Asteroiden, die nach (25) Phocaea benannt ist. Charakteristisch für diese Gruppe ist unter anderem die 4:1-Bahnresonanz mit dem Planeten Jupiter. Die Sonnenumlaufbahn von (5726) Rubin ist mit mehr als 25° stark gegenüber der Ekliptik des Sonnensystems geneigt, was charakteristisch für Phocaea-Asteroiden ist.
Der mittlere Durchmesser des Asteroiden wurde mithilfe des Wide-Field Infrared Survey Explorers (WISE) mit 5,233 (±0,282) km berechnet, die Albedo grob mit 0,328 (±0,070).
(5726) Rubin wurde am 22. April 1997 nach der US-amerikanischen Astronomin Vera Rubin (1928–2016) benannt, die sich vorwiegend mit der Erfassung der Verteilung der dunklen Materie beschäftigte.